# بنيامين شو هوارد
بنيامين شو هوارد (بالإنجليزية: Benjamin Chew Howard)‏ (و. 1791 – 1872 م) هو سياسي، ومحام من الولايات المتحدة الأمريكية ولد في بالتيمور، ماريلاند.
وهو عضو في الحزب الديمقراطي الأمريكي .

## التعليم
تعلم في جامعة برنستون.